# Tenisová raketa

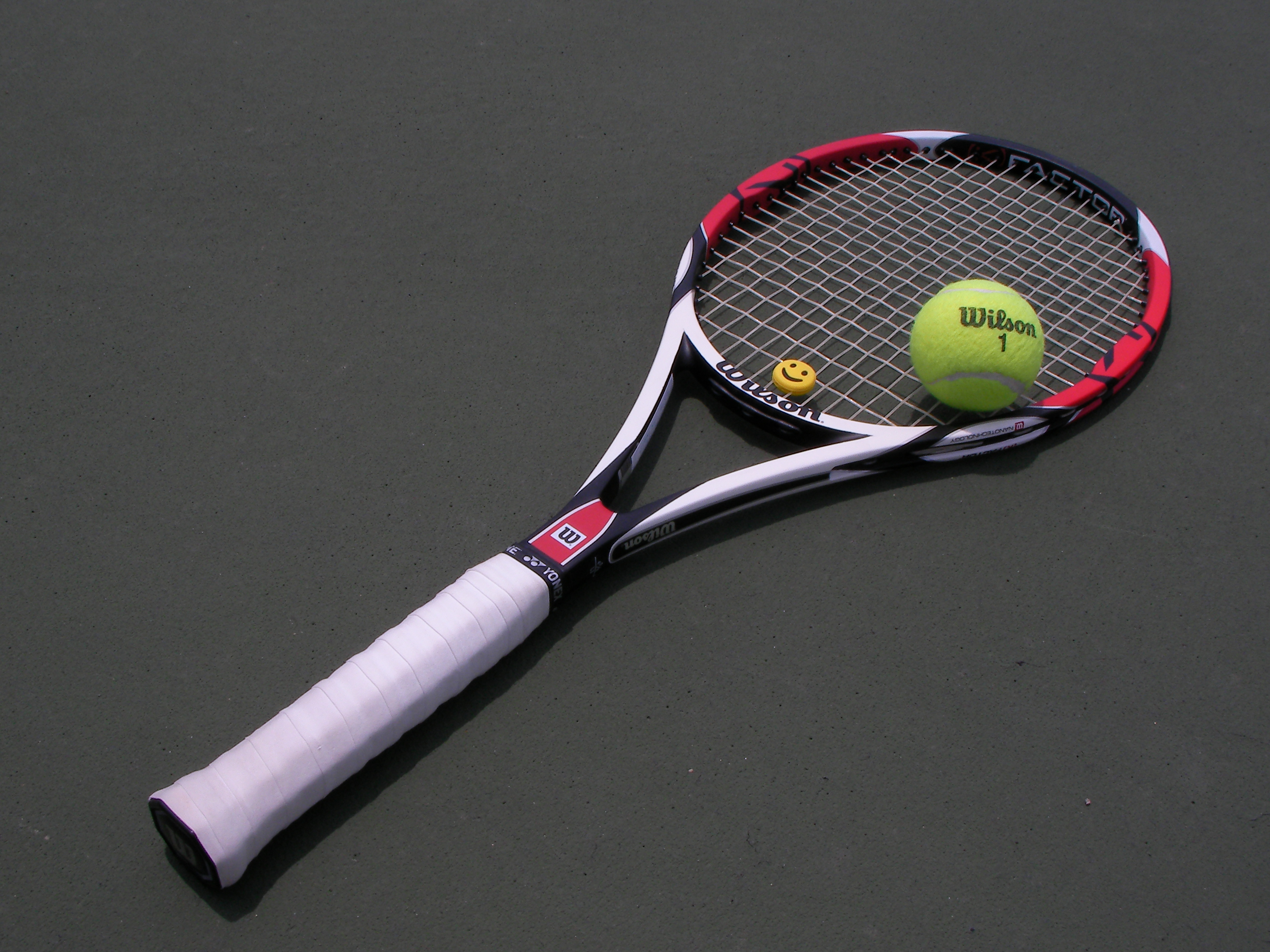
Tenisová raketa s míčem

Tenisová raketa je sportovní raketa na hraní tenisu. Tvoří ji výplet ze strun a rám, který je složený z držadla, krčku a hlavy.

## Součásti rakety

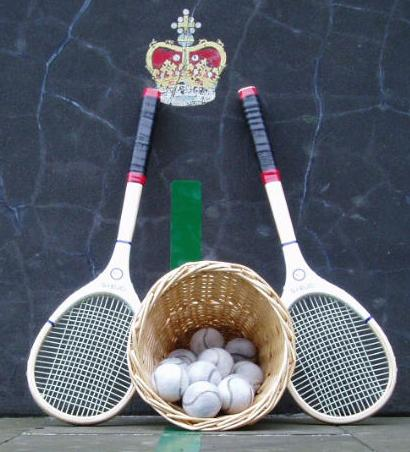
Rakety a míče používané v historii.

### Držadlo
Držadlo (grip) má tvar osmihranu a je ovinuto kůží, na kterou lze přiložit další vrstvy protiskluzných povrchů. Takzvaných omotávek. Základní kůže se však dnes ve většině případů nahrazuje syntetickými materiály.
| Velikost | Obvod                |
| -------- | -------------------- |
| L 1      | 105 mm = 4 1/8 palce |
| L 2      | 108 mm = 4 1/4 palce |
| L 3      | 111 mm = 4 3/8 palce |
| L 4      | 114 mm = 4 1/2 palce |
| L 5      | 118 mm = 4 5/8 palce |
| L 6      | 121 mm = 4 3/4 palce |
| L 7      | 124 mm = 4 7/8 palce |

### Hlava
Hlava rámu je elipsovitého tvaru s úderovou plochou, kterou vytváří struny výpletu. Povrch výpletu je jednotný a hustota strun ve střední části nesmí být nižší než na ostatní ploše. Maximální plocha výpletu je limitována na délku menší než 39,37 cm a šířku menší než 29,21 cm.
Velikost hlavy se rozlišuje podle její plochy:
- Midsize (< 97 sq palce / 625 cm²)
- Midplus (98–105 sq palce / 630–675 cm²)
- Oversize (106–115 sq palce / 680–740 cm²)
- Super Oversize (> 116 sq palce / 750 cm²)

### Rám
Celková délka rámu včetně držadla musí být kratší než 73,66 cm a celková šířka pak kratší než 31,75 cm. Standardní délka rakety se pohybuje v rozmezí 63–69 cm a hmotnost činí cca 250–320 gramů.
Tradiční rám byl tvořen dřevem. Od počátku 60. let 20. století se začaly používat kovové rámy a později rámy z plastických hmot. Nyní rakety bývají vyráběny z karbonových vláken, skelných vláken, titanu nebo keramických materiálů.
V sezóně 1976/1977 došlo k rozšíření tzv. dvojitých výpletů, které významně zvýšily rotaci míčů. Ovšem 1. října 1977 Mezinárodní tenisová federace tyto výplety zakázala.

## Výrobci
Mezi výrobce tenisových raket patří např. firmy Wilson Sporting Goods (USA), Prince Sports (USA), Völkl (Německo), Yonex (Japonsko), Fischer (Rakousko), Babolat (Francie), Tecnifibre (Francie), Dunlop Sport (Velká Británie), Slazenger (Velká Británie), Head, Wish, Pacific.
V minulosti pak firma Spalding (USA) nebo Lacoste (Francie).